# المعجم فی فقه لغه القرآن و سر بلاغته
المعجم فی فقه لغه القرآن و سربلاغته، اعداد قسم القرآن بمجمع البحوث الاسلامیه کتابی زیر نظر محمد واعظ زاده است که در سال ۱۴۱۹ق منتشر و در مراسم کتاب سال جمهوری اسلامی ایران به‌عنوان کتاب برگزیده معرفی شد.